# 北务镇
北务镇是中国北京市顺义区下辖的一个镇，1994年由北务乡撤乡设镇而成。

## 地理
北务镇位于顺义区东南部，南界河北省三河市，东临大孙各庄镇，北与杨镇接壤，西与李遂镇接界。

### 地形
北务镇位于华北平原北部，平均海拔约25米，地势平坦，辖境内没有山丘。

### 气候
北务镇地处温带季风气候带，四季分明，光照充足，年日照总时数2800小时。全年最高气温平均气温11.5℃。初霜期在10月下旬，终霜期在4月上旬，全年无霜期约在190天以上。地下1500—2000米有丰富的地热资源（出水温度55—70℃）；林木覆盖率30.5%，年平均降水量600毫米；最大冻土层深度75厘米。

## 行政区划
北务镇下辖15个自然村，分别是北务村、郭家务村、陈辛庄村、林上村、仓上村、道口村、王各庄村、闫家渠村、南辛庄户村、于地村、庄子村、小珠宝村、东地村、珠宝屯村、马庄村。

## 交通
北务镇位于顺义区东南部，南界河北省三河市高楼镇，交通较为便利。镇域内有京平高速公路过境，镇中心距首都国际机场17公里、距京哈高速公路10公里、距天津港（塘沽）100公里。

## 经济

### 农业

#### 种植业
种植业是被誉为“瓜菜之乡”的北务镇的主要产业。全镇60%的劳动力从事第一产业。1998年，北务镇被北京市政府评为“京郊蔬菜第一镇”。
镇域内耕地面积2.8万亩，其中瓜菜保护地面积1.2万亩。目前镇内有四个市级标准化生产基地、两个北京地区知名瓜菜品牌（“绿中名”和“小珠宝”）。主要作物包括甜瓜、番茄、彩椒等。年产各种优质瓜菜1亿公斤左右。

#### 水产养殖业
海子沟沿线集中近千亩养殖水域。品种包括草鱼、鲤鱼、鲫鱼、鲢鱼、青鱼、鲶鱼、罗非鱼等七大类，每年向北京市场提供各种鲜鱼120万公斤。

#### 林业
全镇林业占地面积0.8万余亩，林木覆盖率28.7%。其中速生林4500亩、精品果800亩、花卉苗木2700亩。

### 工业
北务镇工业用地2.7平方公里，主要集中在北务镇政府附近的工业区。大部分入驻企业为轻型建材加工企业。

## 文化

### 龙狮舞艺术团
1994年，北务镇龙狮舞艺术团成立。2004年，注册成立了北京北务龙狮舞文化艺术有限公司。目前，拥有演员500余人，彩龙数十条，南北狮数百只。
龙狮舞在北务地区群众基础良好，该艺术团的演员主要由都是北务镇当地农民组成。除了在北京市演出之外，该艺术团也曾代表北京农民参加对外文化交流活动，如参加莫斯科“北京文化节”、中法文化年“北京文化周”
2002年和2008年，北务镇两次被中华人民共和国文化部命名为“中国民间艺术之乡”。